# Riera de Cal Xinquet
La Riera de Cal Xinquet, és un afluent per l'esquerra de la Riera de Sant Quintí (en el tram en què aquest corrent fluvial és anomenat Torrent de Lleu) que fa tot el seu curs pel terme municipal d'Odèn.
D'orientació global cap a les 7 del rellotge, després de travessar la carretera L-401 del Pont d'Espia a Coll de Jou a l'alçada del km 22,1, passa per la vora de la Font de Sant Quintí, desguassa al seu col·lector a poc més d'un centenar de metres al sud de l'Ermita de Sant Quintí de Cambrils.
El tram que va del seu naixement fins a la L-401 forma part del PEIN Serres d'Odèn-Port del Comte.

## Xarxa hidogràfica
La seva xarxa hidrogràfica, que també transcorre íntegrament pel terme d'Odèn, està constituïda per cinc cursos fluvials la longitud total dels quals suma 3.438 m.